# Frankie Andreu
Frankie (Francisco) Andreu (Dearborn, 26 september 1967) is een voormalig Amerikaans wielrenner.
Andreu werd in 1989 prof bij 7 Eleven. Hij reed zijn hele carrière als knecht. Hij vertegenwoordigde zijn vaderland bij de Olympische Spelen van 1996 in Atlanta, en eindigde daar als vierde op de individuele wegwedstrijd.
In 1999 en 2000 maakte hij deel uit van de Tour-equipe van Lance Armstrong. Hij is ook bekend omdat hij in Parijs-Roubaix van 2000 samen met de latere winnaar Johan Museeuw in de aanval ging. Zelf werd Andreu uiteindelijk 20ste.
Op 12 mei 2006 maakte Andreu bekend dat hij in de Ronde van Frankrijk 1999 doping had gebruikt. Zijn ontboezeming was pikant, omdat hij destijds een ploeggenoot was van Armstrong, die hij eerder in 2006 ervan had beschuldigd in 1999 doping te hebben gebruikt. Hij was een van de ex-ploegmaats van Armstrong die tegen hem getuigden.

## Palmares
1994
- 7e etappe Ronde van Polen

1997
- 6e etappe Mi-Août Bretonne

1998
- Lancaster Classic
- 5e etappe Ronde van Luxemburg

## Resultaten in voornaamste wedstrijden
| Jaar | Ronde van Italië | Ronde van Frankrijk | Ronde van Spanje |
| ---- | ---------------- | ------------------- | ---------------- |
| 1990 | 136e             |                     |                  |
| 1991 |                  |                     |                  |
| 1992 |                  | 110e                |                  |
| 1993 |                  | 89e                 |                  |
| 1994 |                  | 89e                 |                  |
| 1995 |                  | 82e                 | opgave           |
| 1996 |                  | 111e                |                  |
| 1997 |                  | 79e                 | opgave           |
| 1998 |                  | 58e                 |                  |
| 1999 |                  | 65e                 | 88e              |
| 2000 |                  | 110e                |                  |

| Jaar | Milaan-San Remo | Gent-Wevelgem | Ronde van Vlaanderen | Parijs-Roubaix | Luik-Bast.‑Luik | Omloop Het Volk |  | WK op de weg |
| ---- | --------------- | ------------- | -------------------- | -------------- | --------------- | --------------- |  | ------------ |
| 1990 |                 | 93e           |                      | 90e            |                 |                 |  |              |
| 1991 | 110e            | 12e           |                      |                | 104e            |                 |  |              |
| 1992 | 88e             |               |                      | 72e            |                 |                 |  |              |
| 1993 | 87e             |               | 52e                  |                |                 | 7e              |  | 55e          |
| 1994 | 57e             |               | 38e                  | 9e             |                 |                 |  |              |
| 1995 | 137e            |               | 44e                  | 29e            |                 |                 |  |              |
| 1996 |                 |               |                      | 25e            |                 |                 |  |              |
| 1997 |                 | 144e          | 42e                  | 43e            |                 | 22e             |  |              |
| 1998 | 126e            | 55e           | 22e                  | 61e            |                 |                 |  |              |
| 1999 | 165e            | 115e          | 40e                  | 21e            |                 |                 |  |              |
| 2000 | 107e            | 44e           |                      | 20e            |                 |                 |  |              |

Wielerploegen van Frankie Andreu
Alvis · Anderson · Andreu · Bauer · Bishop · Carter · Dahlberg · Hampsten · Harper · Kiefel · Lauritzen · McKinley · Roll · Tomac · Walton · Yates · Zimmermann
Alvis · Anderson · Andreu · Armstrong · Baker · Bauer · Bay · Bishop · Dernies · Hampsten · Kiefel · Larsen · Lauritzen · Moens · Schur · Sciandri · Stenersen · Walton · Yates · Zanoli · Zimmermann
Alvis · Anderson · Andreu · Armstrong  · Bauer · Bay · Bishop · Dernies · Hampsten · Hundertmarck · Larsen · Manin · Mejía · Moens · Schur · Sciandri · Stenersen · Yates
Alcalá · Alvis · Anderson · Andreu · Armstrong  · Bauer · Dernies · Fraser · Hampsten · Hincapie · Hundertmarck · Larsen · Mejía · Ozers · Rampollo · Schur · Smith · Stenersen · Swart · Yates · Moerenhout (stagiair) · van Heeswijk (stagiair)
Andreu · Armstrong · Bauer · Casartelli  (tot 18/07) · Dernies · Fraser · Hincapie · Julich · Livingston · Mejía · Merckx · Ozers · Peron · Stenersen · Swart · van Heeswijk · Veenstra · Weltz · Yates · Zamana
Andreu · Armstrong · Fraser · Hincapie · Julich · Livingston · Madouas · Merckx · Montoya · Ozers · Peron · Randolph · Sciandri · Thibout · van Heeswijk · Vanzella · Yates
Andreu · 
Armstrong · 
Capelle · 
Desbiens · 
Fondriest · 
Gaumont · 
Goubert · 
Jalabert · 
Julich · 
Livingston · 
Martin · 
Millar · 
Moncoutié · 
Moreau · 
Plaza · 
Rinero · 
Rominger · 
Saugrain · 
Thibout · 
Tournant · 
Van De Laer · 
Gwiazdowski (stagiair) · 
Plouhinec (stagiair) · 
Poos (stagiair) 
Andreu ·
Armstrong ·
Baranowski ·
Deramé · 
Hamilton · 
Hincapie · 
Jekimov · 
Jemison · 
Llaneras ·
Meinert-Nielsen · 
Robin ·
Teutenberg · 
Vande Velde ·
Vaughters ·
Villatoro
Andreu ·
Armstrong ·
Casey ·
Dean ·
Deramé · 
George ·
Hamilton · 
Hincapie ·
Høj ·
Jekimov · 
Jemison · 
Joachim ·
Livingston ·
Magnusson ·
Meinert-Nielsen · 
Vande Velde ·
Vaughters
Andreu ·
Armstrong ·
Burrow · 
Casey ·
Dean ·
George ·
Hamilton · 
Hincapie ·
Jekimov   · 
Jemison · 
Joachim ·
Jonker · 
Kjærgaard ·
Labbe ·
Leipheimer · 
Livingston ·
O'Bee ·
Vande Velde ·
Vasseur ·
Vermaut